# Cijangkar
Cijangkar is een bestuurslaag in het regentschap Sukabumi van de provincie West-Java, Indonesië. Cijangkar telt 5325 inwoners (volkstelling 2010).